# Strohn
Strohn è un comune di 502 abitanti della Renania-Palatinato, in Germania.
Appartiene al circondario (Landkreis) del Vulkaneifel (targa DAU) ed è parte della comunità amministrativa (Verbandsgemeinde) di Daun.

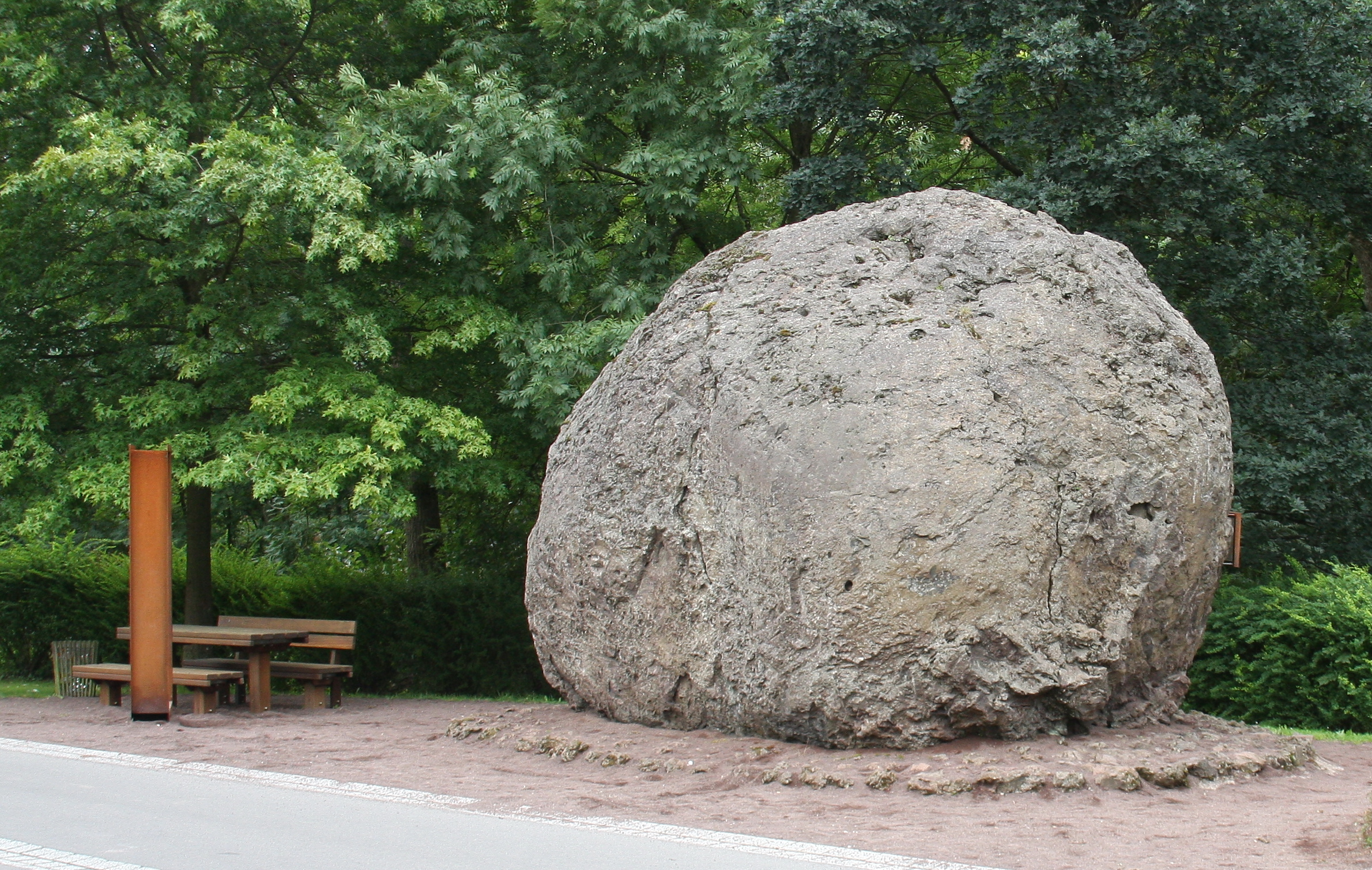
Bomba di lava in Strohn, con un diametro di 5 metri e un peso di 120 tonnellate. È stato causato da un'eruzione vulcanica nell'8300 a.C..